# Takenoshin Nakai
Takenoshin o Takenosin Nakai (japonès: 中井 猛之進, Nakai Takenoshin; Gifu, 9 de novembre del 1882 – Tòquio, 6 de desembre del 1952) va ser un botànic japonès.
El 1910, el Japó s'annexà Corea, i Nakai -aleshores ja un científic respectat- fou nomenat "botànic governamental de Chosen", el nom japonès per la nova província. Davant del desconeixement científic que hi havia del país, encetà una llarga i difícil expedició a les zones muntanyoses, que donà fruit en diverses obres, com Flora Koreana i Flora sylvatica Koreana. La seva estada a Corea abastà el període comprès entre el 1909 i el 1942.
Entre març del 1943 i l'estiu del 1948 dirigí el jardins botànics de Bogor i el Cibodas a Cianjur (illa de Java) durant l'ocupació japonesa d'Indonèsia. Acabada la segona Guerra Mundial, fou professor de taxonomia vegetal a la universitat de Tòquio, on tingué alumnes que serien botànics d'anomenada com Hiroshi Hara (1911-1986) i Fumio Maekawa. També dirigí el "Museu Nacional de Ciència" de Tòquio.
S'especialitzà en algues i en els gèneres Pteridophyta, Bryophyta i  Espermatòfita. Diverses espècies vegetals i animals van ser batejades en honor seu: Agropyrum nakaii, Roegneria nakaii, Podocarpus nakaii, Polygonum nakaii, Elymus nakaii, Forsythia nakaii , Trigonotis nakaii, Oxya nakaii i també Attheyella nakaii.
Ultra la seva copiosa producció bibliogràfica de collita pròpia, també edità obres de grans botànics: La Flora iaponica de Carl Peter Thunberg (Tòquio 1933), la Hydrangeae genus de Siebold (1938), la Supplemetum plantarum... Generum plantarum editionis secunda de Linneu (Tòquio, 1936).

## Obres seleccionades
- Flora Koreana Tokyo: Imperial University of Tokyo, 1909-1911. 2 volums
- Kongōsan shokubutsu chōsasho Seoul: Government of Chōsen, 1918 (=Informe sobre la vegetació de Kumgangsan)
- Utsuryōtō shokubutsu chōsasho Souru: Chōsen sōtokufu, Taishō 8 [1919]. Edició en anglès:
  - Report on the vegetation of the island Ooryongto or Dagelet Island, Corea, February, 1818 [= 1918] Seoul: Government of Chōsen, 1919
- Chōsen shinrin shokubutsu hen = Flora sylvatica Koreana Keijo: Chōsen Sōtokufu Ringyō Shikenjo = Forestal Experimental Station, Government General of Chosen, 1915-1936. En 22 volums (Reimpressió Tokyo : Tosho Kankōkai, 1976)
- Tentamen systematis Caprifoliacearum Japonicarum Tokyo: Imperial University of Tokyo, 1921
- Takenoshin Nakai, Gen'ichi Koizumi Dai Nihon jumokushi. Maki no 1 Tōkyō : Seibidō Shoten, Taishō 11 [1922] (Arbres i arbustos originaris del Japó)
- Takenoshin Nakai, Gen'ichi Koizumi Dai Nihon jumokushi Tōkyō : Seibidō Shoten, Shōwa 2 [1927] (Arbres i arbustos originaris del Japó)
- Hagirui no kenkyō = Lespedeza of Japan & Korea Keijo: Chōsen Sōtokufu Ringyō Shikenjo = Forestal Experimental Station, Government General of Chosen, Shōwa 2 [1927]
- Takenoshin Nakai, Harufusa Nakano, Tōru Tomita Kamikōchi tennen kinenbutsu chōsa hōkoku [Tòquio] : Naimushō, Shōwa 3 [1928] (Botànica de la regió de Kamikōchi, al Japó)
- Matajirō Tozawa, Takenoshin Nakai Chōsen jumoku chikurui bunpufu. Dai 1-bu, Dai 1-kan, Part 1, Vol. I, Jumoku chikurui kikōjō no tekichizu. Jūyū jumoku hei chikurui = Atlas illustrating geographical distribution of Korean woody plants and bamboos. Climatically favourable regions. Principal woody plants & bamboos Keijo: Chōsen Sōtokufu Ringyō Shikenjo = Forestal Experimental Station, Government General of Chosen, Shōwa 4 [1929]
- Takenoshin Nakai, Masao Kitagawa Plantæ novæ jeholenses I Tokyo: University Press, 1934. Informe de l'expedició científica del 1933 a Manxukuo, la Manxúria ocupada pels japonesos
- Takenoshin Nakai, Masao Kitagawa Manshū shokubutsu shiryō = Contributio ad cognitionem floræ Manshuricæ 1935
- Tōa shokubutsu zusetsu = Iconographia plantarum Asiae orientalis Tokyo: Shunyodo Shoten, 1935-1952. 5 volums
- Nekka-shō ni jiseisuru kōtō shokubutsu mokuroku = Index florae Jeholensis 1936
- Takenoshin Nakai, Masazi Honda, dir. Dainihon shokubutsushi = Nova flora Japonica: vel, Descriptiones et systema novum omnium plantarum in Imperio Japonico sponte nascentium Tokyo: Sanseido Co. - National Science Museum, 1938-1943. 10 volums, dels quals el 9 Ardisiaceae és de Nakai
- Lauraceae smilacaceae Keijo: Chōsen Sōtokufu Ringyō Shikenjo = Forestal Experimental Station, Government General of Chosen, 1939
- Tōa shokubutsu 1939
- Ordines, familiae, tribi, genera, sectiones ... novis edita. Appendix. Quaestiones characterium naturalium plantarum Tokyo, 1943
- A synoptical sketch of Korean flora Tokyo: National Science Museum, 1952.